# Zabijmy światło księżyca!
Zabijmy światło księżyca! (oryg. Uccidiamo il chiaro di luna!)  – publikacja włoskiego futurysty Filippo Tommaso Marinettiego, napisana w kwietniu 1909 roku. Uważana za jeden z manifestów futuryzmu.
Dzieło stanowi opis symbolicznego powrotu do łona matki. Miało to stanowić akt odnowy pozwalający na ponowne urodziny dające siły nieśmiertelności.